# Tour de Ländle

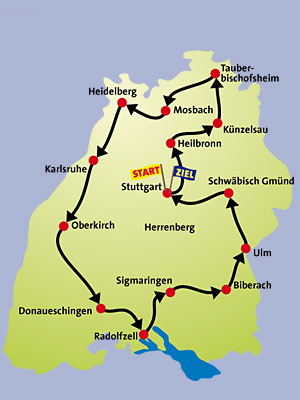
Die 14 Etappen der 1. Tdl 1985

Die Tour de Ländle war eine von 1985 bis 2015 jährlich zum Beginn der Sommerferien in Baden-Württemberg in mehreren Etappen ausgetragene Freizeit-Radveranstaltung in Baden-Württemberg und Umgebung. Bis 1998 wurde sie gemeinsam vom SWF und SDR unter dem Titel "S4 Tour de Ländle" (S4 war das gemeinsame Radioprogramm von SWF und SDR für Baden-Württemberg) veranstaltet, ab 1999 vom SWR. Der Name ist an die Tour de France angelehnt.

## Organisation

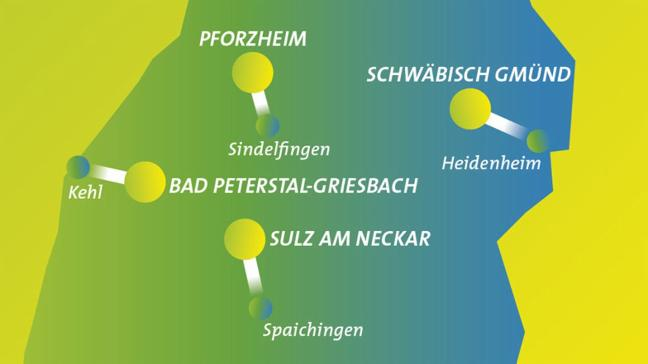
2014: Vier Tagesstrecken

Bis 2013 wurde eine zusammenhängende Strecke aus mehreren Tagesetappen gefahren; Übernachtungen und Gepäcktransport waren organisiert.
Gemeinsam mit den „Roten Radlern“ des Württembergischen Radsportverbandes wählten die Organisatoren die Strecke aus. Ein Rahmenprogramm mit Musikveranstaltungen, Besichtigungen, Stadtführungen, Kinderprogramm und Wanderungen wurde an den einzelnen Etappenorten angeboten. Die Strecke führte jedes Jahr durch verschiedene Regionen Baden-Württembergs. Bis 2009 wurden auf acht Tagesetappen etwa 600 Kilometer zurückgelegt; von 2010 bis 2013 wurden weniger als 500 km auf sieben Etappen mit kürzeren Tagesdistanzen gefahren. Ab 2014 ist die Tour de Ländle, trotz Weiterverwendung des Namens, keine durchgehende Radtour, stattdessen können nur mehr vier unzusammenhängende Tagesstrecken gefahren werden.
Bis 2013 gewährleistete der SWR die Organisation der Übernachtungen in Hotels, Gemeinschaftsunterkünften oder Zeltplätzen. Bis 2009 war die Zeltübernachtung und die Tagesteilnahme ohne Voranmeldung möglich und es fuhren pro Tag bis zu 3500 Radfahrer mit. Von 2010 bis 2013 bestand für die Zeltübernachtung und die Tagesteilnahme eine Anmeldepflicht, wobei die Plätze verlost wurden. In dieser Zeit fuhren 1200 Dauerteilnehmer und pro Tag zusätzlich bis zu 800 Tagesteilnehmer mit. Ab 2014 gab es keine organisierte Übernachtung mehr.

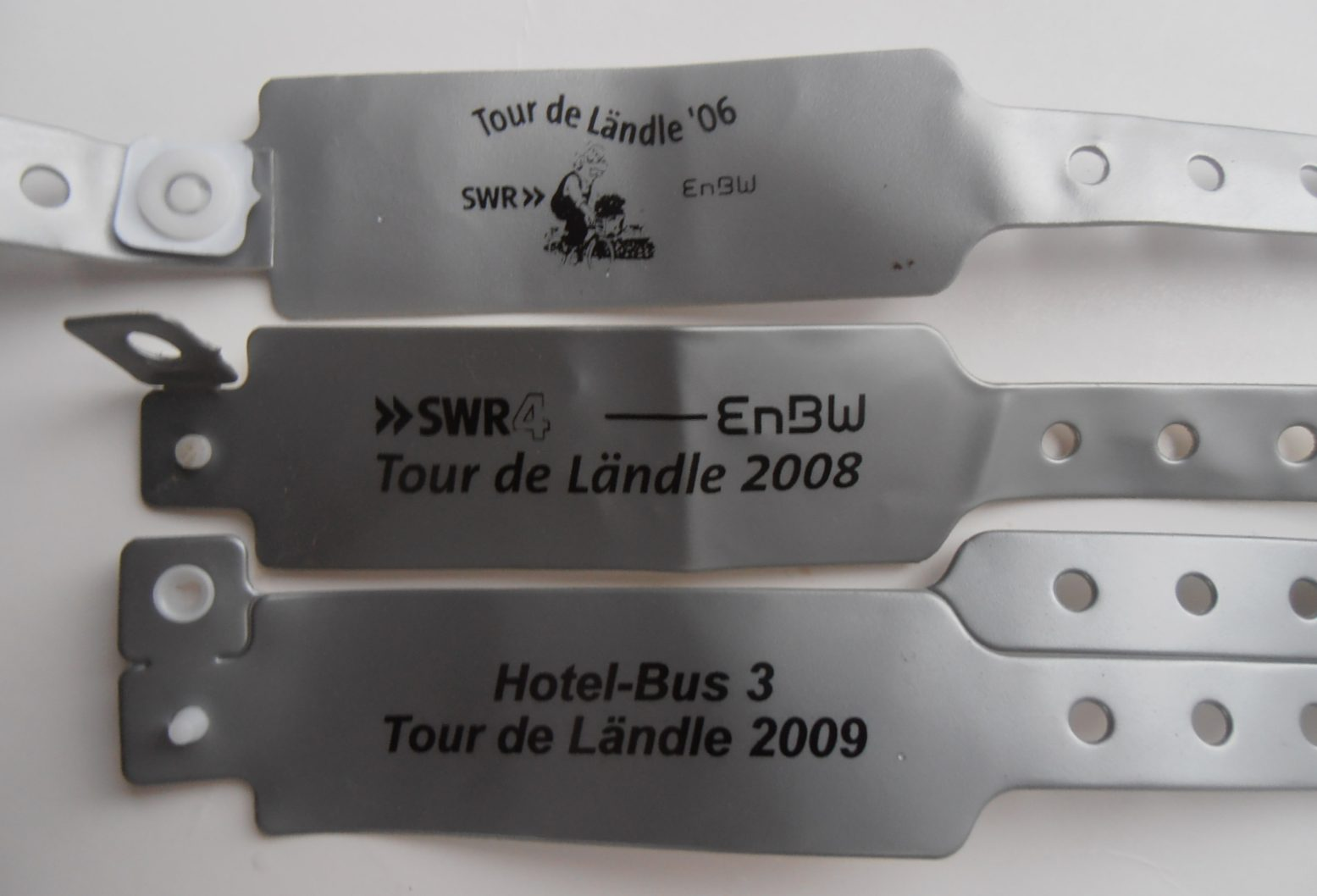
Teilnehmer-Bändel 2006, 2008, 2009

Neben Streckenfahrzeugen, Gepäckwagen, Pannenhelfern, rettungsdienstlicher Versorgung auf der Strecke und an den Haltepunkten, Getränke- und Verpflegungsservice sowie großem Polizeiaufgebot wurde der Tross auch von einem SWR4-Radiobus begleitet, aus dem die Tour-de-Ländle-Reporter im SWR4-Programm berichteten, zum Teil live. Der SWR4 berichtete auch über die allabendlichen Veranstaltungen („Tourpartys“).

## Liste der Touren

### 6. Tour de Ländle 1993

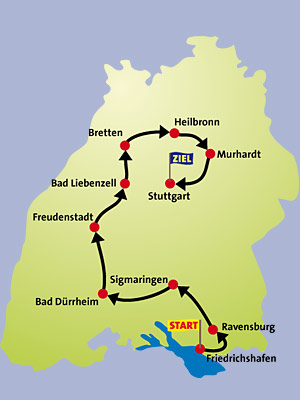
6. Tour de Ländle 1993

Die Auftaktveranstaltung war am Mittwoch, den 7. Juli in Friedrichshafen am Bodensee, das Ziel Stuttgart wurde am Freitag, den 16. Juli erreicht.
| Etappe  | Datum    | Start           | Ziel           |
| ------- | -------- | --------------- | -------------- |
| 1. (Mi) | 7. Juli  | Friedrichshafen | Ravensburg     |
| 2. (Do) | 8. Juli  | Ravensburg      | Sigmaringen    |
| 3. (Fr) | 9. Juli  | Sigmaringen     | Bad Dürrheim   |
| 4. (Sa) | 10. Juli | Bad Dürrheim    | Freudenstadt   |
| 5. (Mo) | 12. Juli | Freudenstadt    | Bad Liebenzell |
| 6. (Di) | 13. Juli | Bad Liebenzell  | Bretten        |
| 7. (Mi) | 14. Juli | Bretten         | Heilbronn      |
| 8. (Do) | 15. Juli | Heilbronn       | Murrhardt      |
| 9. (Fr) | 16. Juli | Murrhardt       | Stuttgart      |

### 9. Tour de Ländle 1996
Auftakt war am Donnerstag, 25. Juli 1996 in Freiburg im Breisgau, Ziel am 3. August 1996 in Böblingen; Etappenziele waren Breisach, Gengenbach, Enzklösterle, Waldbronn, Bad Wimpfen, Walldürn, Backnang und Nürtingen.

### 20. Tour de Ländle 2007

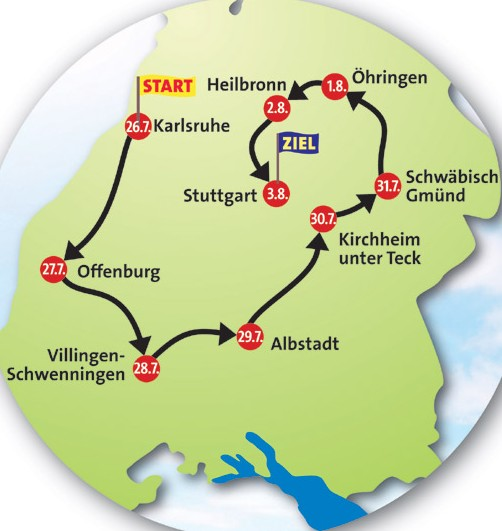
20. Tour de Ländle 2007

Auftakt war am Donnerstag, 26. Juli 2007 in Karlsruhe, Ziel am 3. August 2007 in Stuttgart
| Etappe  | Datum     | Start                  | Obst/Wasserpause    | Mittagspause            | 2. Wasserpause             | Ziel                   | Länge | Kat. |
| ------- | --------- | ---------------------- | ------------------- | ----------------------- | -------------------------- | ---------------------- | ----- | ---- |
| 1. (Fr) | 27. Juli  | Karlsruhe              | Ötigheim            | Rheinmünster-Schwarzach | Renchen                    | Offenburg              | 84    | l    |
| 2. (Sa) | 28. Juli  | Offenburg              | Zell am Harmersbach | Gutach                  | St. Georgen im Schwarzwald | Villingen-Schwenningen | 92    | ms   |
| 3. (So) | 29. Juli  | Villingen-Schwenningen | Tuttlingen          | Fridingen               | Nusplingen                 | Albstadt               | 84    | m    |
| 4. (Mo) | 30. Juli  | Albstadt               | Burladingen         | Sonnenbühl-Erpfingen    | Bad Urach                  | Kirchheim unter Teck   | 85    | s    |
| 5. (Di) | 31. Juli  | Kirchheim unter Teck   | Gruibingen          | Donzdorf                | Schurrenhof Freizeitpark   | Schwäbisch Gmünd       | 63    | ms   |
| 6. (Mi) | 1. August | Schwäbisch Gmünd       | Welzheim            | Oberrot                 | Untersteinbach             | Öhringen               | 85    | ms   |
| 7. (Do) | 2. August | Öhringen               | Forchtenberg        | Jagsthausen             | Cleversulzbach             | Heilbronn              | 67    | m    |
| 8. (Fr) | 3. August | Heilbronn              | Brackenheim         | Besigheim               | Schwieberdingen            | Stuttgart              | 80    | lm   |

Anm.: Kategorien: l-leicht/m-mittel/s-schwer

### 21. Tour de Ländle 2008:Vom Neckar an den Hochrhein

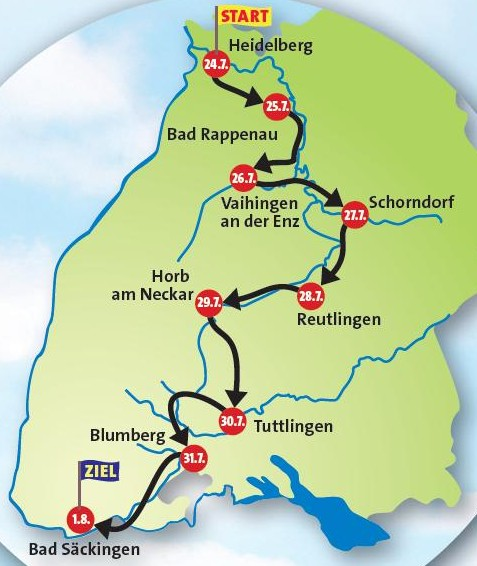
21. Tour de Ländle 2008

Die Auftaktveranstaltung war am Donnerstag, 24. Juli 2008 in Heidelberg, das Ziel Bad Säckingen wurde am 1. August 2008 erreicht.
| Etappe  | Datum     | Start         | Obst/Wasserpause     | Mittagspause            | 2. Wasserpause      | Ziel          | Länge  | Kat. |
| ------- | --------- | ------------- | -------------------- | ----------------------- | ------------------- | ------------- | ------ | ---- |
| 1. (Fr) | 25. Juli  | Heidelberg    | Hirschhorn           | Eberbach                | Aglasterhausen      | Bad Rappenau  | 73     | m    |
| 2. (Sa) | 26. Juli  | Bad Rappenau  | Schwaigern           | Güglingen               | Maulbronn           | Vaihingen/Enz | 74 (m) |      |
| 3. (So) | 27. Juli  | Vaihingen/Enz | Bietigheim-Bissingen | Murr                    | Winnenden           | Schorndorf    | 70     | m    |
| 4. (Mo) | 28. Juli  | Schorndorf    | Köngen               | Nürtingen               | Bempflingen         | Reutlingen    | 64     | lm   |
| 5. (Di) | 29. Juli  | Reutlingen    | Mössingen            | Rottenburg              | Weitenburg (Sulzau) | Horb          | 67     | lm   |
| 6. (Mi) | 30. Juli  | Horb          | Kloster Kirchberg    | Werkforum Dotternhausen | Frittlingen         | Tuttlingen    | 89     | ms   |
| 7. (Do) | 31. Juli  | Tuttlingen    | Immendingen          | Bad Dürrheim            | Hüfingen            | Blumberg      | 68     | m    |
| 8. (Fr) | 1. August | Blumberg      | Bonndorf             | Dogern                  | Laufenburg          | Bad Säckingen | 80     | ms   |

### 22. Tour de Ländle 2009:Von Oberschwaben bis zur Kurpfalz

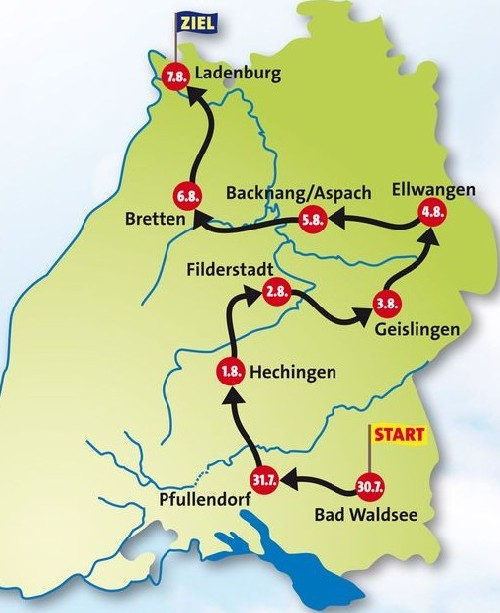
22. Tour de Ländle 2009

Diese Tour begann am 30. Juli 2009 mit der Auftaktveranstaltung in Bad Waldsee und endete am 8. August 2009 in Ladenburg.
| Etappe  | Datum     | Start             | Obst/Wasserpause                     | Mittagspause   | 2. Wasserpause     | Ziel              | Länge | Kat. |
| ------- | --------- | ----------------- | ------------------------------------ | -------------- | ------------------ | ----------------- | ----- | ---- |
| 1. (Fr) | 31. Juli  | Bad Waldsee       | Wolfegg                              | Weingarten     | Illmensee          | Pfullendorf       | 69    | m    |
| 2. (Sa) | 1. August | Pfullendorf       | Sigmaringendorf                      | Neufra         | Onstmettingen      | Hechingen         | 87    | s    |
| 3. (So) | 2. August | Hechingen         | Ofterdingen                          | Tübingen       | Walddorfhäslach    | Filderstadt       | 67    | l    |
| 4. (Mo) | 3. August | Filderstadt       | Flugplatz Hahnweide (Kirchheim u.T.) | Oberlenningen  | Wiesensteig        | Geislingen/Steige | 75    | m    |
| 5. (Di) | 4. August | Geislingen/Steige | Heubach                              | Wasseralfingen | Schloss Kapfenburg | Ellwangen         | 85    | s    |
| 6. (Mi) | 5. August | Ellwangen         | Hammerschmiedesee                    | Gaildorf       | Murrhardt          | Aspach/Backnang   | 72    | m    |
| 7. (Do) | 6. August | Aspach/Backnang   | Großbottwar                          | Brackenheim    | Sternenfels        | Bretten           | 71    | l    |
| 8. (Fr) | 7. August | Bretten           | Bruchsal                             | Hockenheim     | Schwetzingen       | Ladenburg         | 70    | m    |

### 23. Tour de Ländle 2010:Die Bädertour

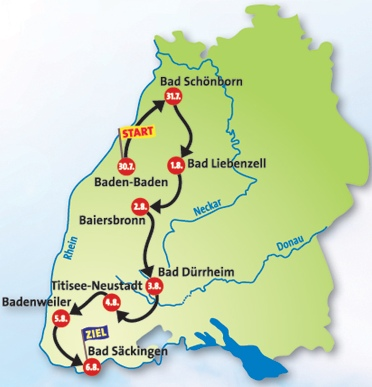
23. Tour de Ländle 2010

Die Tour begann am 30. Juli 2010 mit der Auftaktveranstaltung in Baden-Baden und endete am 6. August 2010 in Bad Säckingen.
| Etappe  | Datum     | Start            | Obst/Wasserpause       | Mittagspause      | 2. Wasserpause | Ziel             | Länge | Kat. |
| ------- | --------- | ---------------- | ---------------------- | ----------------- | -------------- | ---------------- | ----- | ---- |
| 1. (Sa) | 31. Juli  | Baden-Baden      | Gaggenau               | Ettlingen         | Weingarten     | Bad Schönborn    | 80    | l    |
| 2. (So) | 1. August | Bad Schönborn    | Kürnbach               | Mühlacker         | Tiefenbronn    | Bad Liebenzell   | 77    | ms   |
| 3. (Mo) | 2. August | Bad Liebenzell   | Bad Teinach-Zavelstein | Altensteig – Wart | Erzgrube       | Baiersbronn      | 74    | s    |
| 4. (Di) | 3. August | Baiersbronn      | Glatten                | Fluorn-Winzeln    | Niedereschach  | Bad Dürrheim     | 78    | s    |
| 5. (Mi) | 4. August | Bad Dürrheim     | Hüfingen               | Eisenbach         | (entfällt)     | Titisee-Neustadt | 50    | m    |
| 6. (Do) | 5. August | Titisee-Neustadt | Kirchzarten            | Bad Krozingen     | Buggingen      | Badenweiler      | 75    | m    |
| 7. (Fr) | 6. August | Badenweiler      | Neuenburg am Rhein     | Lörrach           | Schwörstadt    | Bad Säckingen    | 72    | l    |

### 24. Tour de Ländle 2011:Die Schlössertour

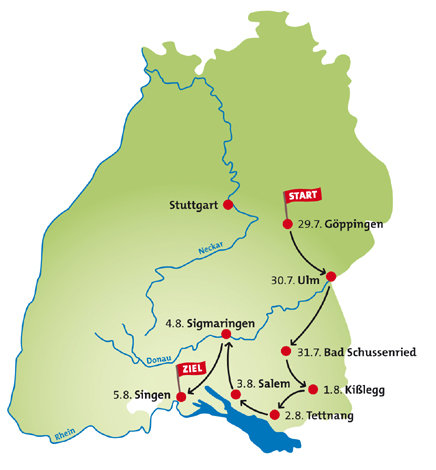
24. Tour de Ländle 2011

Die Tour beginnt am 29. Juli 2011 mit der Auftaktveranstaltung in Göppingen und endet am 5. August 2011 in Singen.
Die Schwesterveranstaltung, die BR-Radltour, bezog in diesem Jahr in der Nacht vom 30. auf den 31. Juli auf der bayerischen Seite der Donau in Neu-Ulm das Nachtquartier. Sie traf sich mit der Tour de Ländle, die in Ulm ihr Nachtquartier hatte. In Neu-Ulm fand die gemeinsame Abendveranstaltung statt.
| Etappe  | Datum     | Start            | Obst/Wasserpause | Mittagspause   | 2. Wasserpause    | Ziel             | Länge | Kat. |
| ------- | --------- | ---------------- | ---------------- | -------------- | ----------------- | ---------------- | ----- | ---- |
| 1. (Sa) | 30. Juli  | Göppingen        | Kuchen           | Neenstetten    | Oberelchingen     | Ulm              | 76    | m    |
| 2. (So) | 31. Juli  | Ulm              | Laupheim         | Biberach       | Kanzach           | Bad Schussenried | 72    | lm   |
| 3. (Mo) | 1. August | Bad Schussenried | Bad Waldsee      | Rot an der Rot | Leutkirch         | Kißlegg          | 82    | m    |
| 4. (Di) | 2. August | Kißlegg          | Isny             | Wangen         | Schloss Achberg   | Tettnang         | 73    | lm   |
| 5. (Mi) | 3. August | Tettnang         | Ravensburg       | Markdorf       | Unteruhldingen    | Salem            | 68    | l    |
| 6. (Do) | 4. August | Salem            | Heiligenberg     | Königseggwald  | Mengen – Ennetach | Sigmaringen      | 75    | ms   |
| 7. (Fr) | 5. August | Sigmaringen      | Meßkirch         | Stockach       | Aach              | Singen           | 65    | l    |

### 25. Tour de Ländle 2012: Jubiläumstour

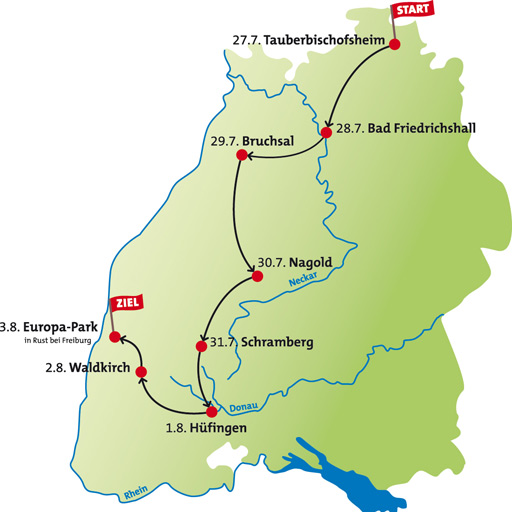
25. Tour de Ländle 2012

Die 25. Tour de Ländle begann am 28. Juli und führte über 491 km entlang von der Tauber über den Schwarzwald bis in die Ortenau.
| Etappe  | Datum     | Start              | Obst/Wasserpause | Mittagspause | 2. Wasserpause | Ziel               | Länge | Kat. |
| ------- | --------- | ------------------ | ---------------- | ------------ | -------------- | ------------------ | ----- | ---- |
| 1. (Sa) | 28. Juli  | Tauberbischofsheim |                  |              |                | Bad Friedrichshall | 70    |      |
| 2. (So) | 29. Juli  | Bad Friedrichshall |                  |              |                | Bruchsal           | 62    | l    |
| 3. (Mo) | 30. Juli  | Bruchsal           |                  |              |                | Nagold             | 94    | s    |
| 4. (Di) | 31. Juli  | Nagold             |                  |              |                | Schramberg         | 75    | m    |
| 5. (Mi) | 1. August | Schramberg         |                  | Rottweil     |                | Hüfingen           | 73    | m    |
| 6. (Do) | 2. August | Hüfingen           |                  |              |                | Waldkirch          | 64    | l-m  |
| 7. (Fr) | 3. August | Waldkirch          |                  |              |                | Rust               | 53    | l    |

### 26. Tour de Ländle 2013: NaturTour entlang der Landesgrenze

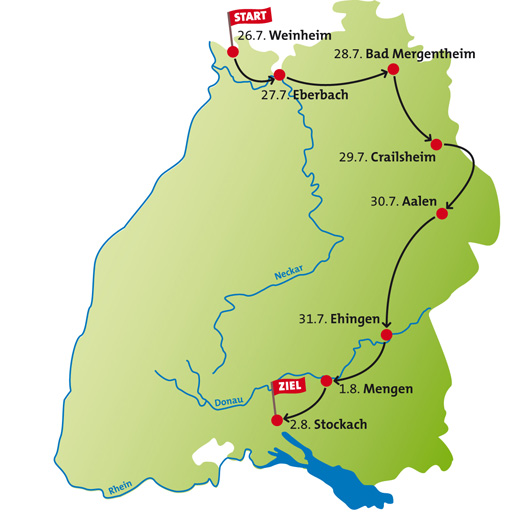
26. Tour de Ländle 2013

Die 26. Tour de Ländle begann am 27. Juli und führte entlang der östlichen Landesgrenze vom Odenwald über die Ostalb bis in die Nähe des Bodensees.
| Etappe  | Datum     | Start           | Obst/Wasserpause | Mittagspause         | 2. Wasserpause         | Ziel            | Länge | Kat. |
| ------- | --------- | --------------- | ---------------- | -------------------- | ---------------------- | --------------- | ----- | ---- |
| 1. (Sa) | 27. Juli  | Weinheim        | Ladenburg        | Nussloch             | Schönbrunn             | Eberbach        | 62    | l    |
| 2. (So) | 28. Juli  | Eberbach        | Limbach          | Osterburken          | Assamstadt             | Bad Mergentheim | 68    | m-s  |
| 3. (Mo) | 29. Juli  | Bad Mergentheim | Niederstetten    | Mulfingen            | Kirchberg an der Jagst | Crailsheim      | 76    | m    |
| 4. (Di) | 30. Juli  | Crailsheim      | Stimpfach        | Dinkelsbühl (Bayern) | Ellwangen              | Aalen           | 75    | m    |
| 5. (Mi) | 31. Juli  | Aalen           | Königsbronn      | Lonsee               | Blaubeuren             | Ehingen         | 100   | s    |
| 6. (Do) | 1. August | Ehingen         | Munderkingen     | Bad Buchau           | Keltenmuseum Heuneburg | Mengen          | 65    | l-m  |
| 7. (Fr) | 2. August | Mengen          | Krauchenwies     | Pfullendorf          | Sauldorf               | Stockach        | 58    | l    |

### 27. Tour de Ländle 2014

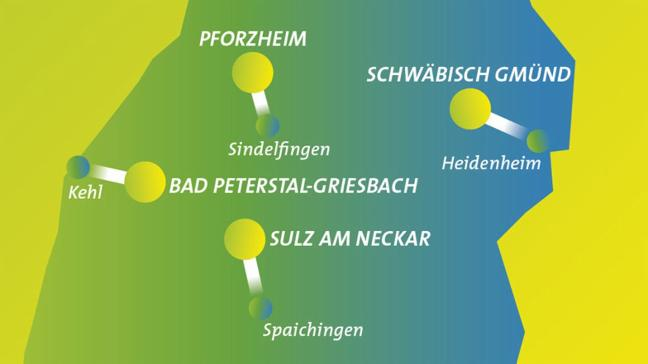
27. Tour de Ländle 2014

Erstmals gibt es zwei alternative Routen: eine für sportliche Radfahrer (Tour100 genannt) und eine gemütlicheren Tour für Jedermann namens Erlebnistour.
| Etappe  | Datum     | Start                   | Obst/Wasserpause | Mittagspause | 2. Wasserpause | Ziel             | Länge | Kat. |
| ------- | --------- | ----------------------- | ---------------- | ------------ | -------------- | ---------------- | ----- | ---- |
| 1. (Do) | 31. Juli  | Sindelfingen            |                  |              |                | Pforzheim        |       |      |
| 2. (Fr) | 1. August | Heidenheim an der Brenz |                  |              |                | Schwäbisch Gmünd |       |      |
| 3. (Sa) | 2. August | Kehl                    |                  |              |                | Bad Peterstal    |       |      |
| 4. (So) | 3. August | Spaichingen             |                  |              |                | Sulz am Neckar   |       |      |

### 28. Tour de Ländle 2015

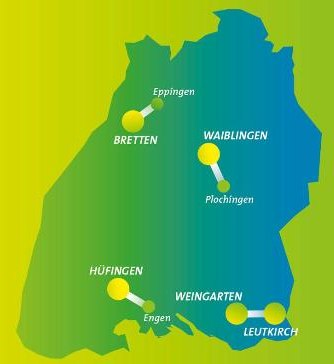
28. Tour de Ländle 2015

Zum zweiten Mal fanden parallel zwei Touren statt: Die Erlebnistour mit deutlich kürzeren Etappen als die Tour100 für sportliche Radfahrer.
| Etappe  | Datum     | Start      | Obst/Wasserpause | Mittagspause           | 2. Wasserpause | Ziel       | Länge             | Kat. |
| ------- | --------- | ---------- | ---------------- | ---------------------- | -------------- | ---------- | ----------------- | ---- |
| 1. (Do) | 30. Juli  | Weingarten |                  | Kißlegg                |                | Leutkirch  | 40 (Erlebnistour) |      |
| 2. (Fr) | 31. Juli  | Plochingen |                  | Weinstadt-Schnait      |                | Waiblingen |                   |      |
| 3. (Sa) | 1. August | Eppingen   |                  | Sternenfels-Diefenbach |                | Bretten    |                   |      |
| 4. (So) | 2. August | Engen      |                  | Blumberg               |                | Hüfingen   |                   |      |

### Ab 2016
Im Jahr 2016 fand aus verschiedenen Gründen keine Tour de Ländle statt. Auch in den Folgejahren wurde keine Tour de Ländle durchgeführt.

## Weitere Streckenskizzen der Touren

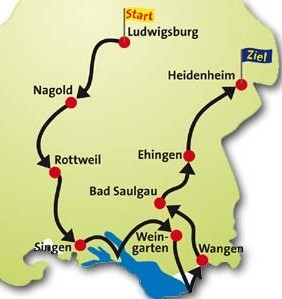
19. Tour de Ländle 2006

Hinweis: Das Datum bezeichnet jeweils den Tag der abendlichen „Tourparty“ am Etappenziel – die Etappe selbst, also der schwarze Pfeil am roten Punkt, findet am jeweils nächsten Tag statt.
Das Datum der Etappe steht also immer in/an jenem Punkt, auf den die Pfeilspitze weist.